# Peruwiańskie Towarzystwo Chemiczne
Peruwiańskie Towarzystwo Chemiczne (hiszp. Sociedad Química del Perú, ang. Chemical Society of Peru, CSP) – stowarzyszenie naukowe z siedzibą w Limie założone w 1933 roku w celu wspierania rozwoju i promowania chemii w Peru współpracując przy tym z krajowymi szkołami i instytucjami. Zrzesza ono specjalistów i naukowców zajmujących się chemią oraz naukami pokrewnymi.
Towarzystwo wydaje również kwartalnik „Revista de la Sociedad Química del Perú” (ang. Journal of the Chemical Society of Peru).